# Gianluigi Roveta
Gianluigi Roveta (Torino, 21 maggio 1947) è un ex calciatore italiano, di ruolo difensore.

## Carriera

### Club
Cresciuto nella Juventus sotto la guida di Mario Pedrale, passò dal Nucleo Addestramento Giovani Calciatori (NAGC) alla formazione giovanile Primavera e poi alla squadra riserve De Martino, fino a guadagnarsi nel 1968 l'esordio con la prima squadra.
Ha esordito in Serie A il 3 marzo 1968 contro la Roma; nella stessa stagione, sotto la guida di Heriberto Herrera, il 9 maggio 1968 ha esordito anche in Coppa dei Campioni nella semifinale contro il Benfica. Indossò la maglia bianconera dalla stagione 1968-1969 a quella del 1971-1972, totalizzando 47 presenze in Serie A e fregiandosi del titolo di campione d'Italia nell'ultima annata sotto la Mole.
Conclusa l'esperienza torinese, proseguì la sua carriera agonistica in Serie B con le casacche del Mantova, con la quale il 3 settembre 1972 segna il suo unico gol in carriera nella partita di Coppa Italia contro la Reggina, e del Novara, allenato da Carlo Parola.

### Nazionale
Conta una presenza nella nazionale Under-23.

## Statistiche

### Presenze e reti nei club
| Stagione        | Squadra         | Campionato      | Campionato | Campionato | Coppe nazionali | Coppe nazionali | Coppe nazionali | Coppe continentali | Coppe continentali | Coppe continentali | Altre coppe | Altre coppe | Altre coppe | Totale | Totale |
| Stagione        | Squadra         | Comp            | Pres       | Reti       | Comp            | Pres            | Reti            | Comp               | Pres               | Reti               | Comp        | Pres        | Reti        | Pres   | Reti   |
| --------------- | --------------- | --------------- | ---------- | ---------- | --------------- | --------------- | --------------- | ------------------ | ------------------ | ------------------ | ----------- | ----------- | ----------- | ------ | ------ |
| 1967-1968       | Juventus        | A               | 7          | 0          | CI              | 0               | 0               | CC                 | 2                  | 0                  | -           | -           | -           | 9      | 0      |
| 1968-1969       | Juventus        | A               | 13         | 0          | CI              | 3               | 0               | CdF                | 4                  | 0                  | -           | -           | -           | 20     | 0      |
| 1969-1970       | Juventus        | A               | 18         | 0          | CI              | 4               | 0               | CdF                | 1                  | 0                  | CAI         | 4           | 0           | 27     | 0      |
| 1970-1971       | Juventus        | A               | 8          | 0          | CI              | 2               | 0               | CdF                | 4                  | 0                  | TP          | 4           | 0           | 18     | 0      |
| 1971-1972       | Juventus        | A               | 1          | 0          | CI              | 7               | 0               | CU                 | 5                  | 0                  | -           | -           | -           | 13     | 0      |
| Totale Juventus | Totale Juventus | Totale Juventus | 47         | 0          |                 | 16              | 0               |                    | 16                 | 0                  |             | 8           | 0           | 87     | 0      |
| 1972-1973       | Mantova         | B               | 34         | 0          | CI              | 4               | 1               | -                  | -                  | -                  | -           | -           | -           | 38     | 1      |
| 1973-1974       | Novara          | B               | 14         | 0          | CI              | 0               | 0               | -                  | -                  | -                  | -           | -           | -           | 14     | 0      |
| Totale carriera | Totale carriera | Totale carriera | 95         | 0          |                 | 20              | 1               |                    | 16                 | 0                  |             | 8           | 0           | 139    | 1      |

## Palmarès

### Club
- Campionato italiano: 1

Juventus: 1971-1972